# 石田夏子
石田 夏子（いしだ なつこ、1962年8月5日 - ）は、佐賀県鹿島市出身の元女優。血液型はO型。5人兄弟の末っ子。

## 出演

### バラエティ
- テレビ三面記事 ウィークエンダー（日本テレビ） - レポーター

タモリ倶楽部 レギュラー

### CM
- シヤチハタ ネームペン
- エーザイ　ザーネクリーム

日本航空 コカコーラ その他多数
| スタブアイコン | サブスタブ | この項目は、まだ閲覧者の調べものの参照としては役立たない、俳優（男優・女優）に関連した書きかけの項目です。この項目を加筆・訂正などしてくださる協力者を求めています（P:映画/PJ芸能人）。 |